# War of the Ring

War of the Ring est un jeu de guerre publié par Simulation Publications (en) et sorti en 1977. Il s'inspire du livre Le Seigneur des anneaux de J. R. R. Tolkien.